# Палмер, Киган
Киган Палмер (англ. Keegan Palmer; род. 13 марта 2003, Сан-Диего, Калифорния) — американо-австралийский скейтбордист, специализирующийся в дисциплине парк, двукратный олимпийский чемпион.
Палмер родился в Сан-Диего и в молодом возрасте переехал в Австралию, а в 14 лет стал профессиональным скейтбордистом. С 2021 года спонсорами Палмера являются Nike SB, Primitive, Oakley, Independent, Bones Wheels, Bronson, Mob и Boost. В настоящее время Палмер занимает 7-е место в рейтинге World Skate в дисциплине парк.

## Биография
Палмер родился в Сан-Диего в семье австралийцев 12 марта 2003 года. В раннем возрасте Палмер переехал из Сан-Диего в Голд-Кост Хотя изначально Палмер заинтересовался серфингом, он начал заниматься скейтбордингом.

## Карьера
В 2017 году Палмер выиграл финал Dew Tour Am Bowl в возрасте 14 лет. Палмер дебютировал в Dew Tour в 2018 году, заняв 7-е место в финале. Год спустя Палмер занял 3-е место в финале Dew Tour 2019, уступив только Педро Барроса и Кори Джуно. В том же году Палмер занял 4-е место на чемпионате мира в Сан-Паулу. В 2020 году Палмер выиграл чемпионат национального парка Skate Australia.
В 2021 году Палмер квалифицировался на летние Олимпийские игры в Токио 2020 года, перенесённые на год из-за пандемии коронавируса. 5 августа 2021 года Палмер выиграл золотую медаль на соревнованиях по скейтбордингу среди мужчин в дисциплине парк на летних Олимпийских играх 2020 года в Токио.